# Chazelles-sur-Albe
Chazelles-sur-Albe – miejscowość i gmina we Francji, w regionie Grand Est, w departamencie Meurthe i Mozela.
Według danych na rok 1990 gminę zamieszkiwało 48 osób, a gęstość zaludnienia wynosiła 14 osób/km² (wśród 2335 gmin Lotaryngii Chazelles-sur-Albe plasuje się na 997. miejscu pod względem liczby ludności, natomiast pod względem powierzchni na miejscu 1142.).

## Populacja

Populacja Chazelles-sur-Albe w latach 1962–2008